# Frida Schou
Frida Maria Schou (født 16. juni 1891 på godset Mullerupgård ved Slagelse, død 19. september 1980 i Gørlev) var en dansk forretningskvinde. Frida Schou var datter af Hans Henrik Schou.
Trods livslang ordblindhed drev hun fra 1928 til 1967 Knabstrup Keramikfabrik. På det tidspunkt var det ret usædvanligt, at en kvinde stod i spidsen for en så stor industriel virksomhed. Hun huskes for sit energiske og effektive lederskab og for sin bekymring for trivslen for en arbejdsstyrke på op til 160 medarbejdere. Derudover var hun bestyrelsesmedlem i Skandinavisk Molerindustri på Mors (1946-1970) og fungerede i syv år som formand.